# Trợ Bôn
Trợ Bôn (mất 247, trị vì 230–247), còn được gọi là Trợ Bôn ni sư kim, là quốc vương thứ 11 của Tân La. Ông là vương tôn của Phạt Hưu ni sư kim, và là một thành viên của gia tộc Tích (Seok). Ni sư kim (isageum) là một tước hiệu lãnh đạo vào thời kỳ đầu Tân La.
Tam quốc sử ký (Samguk Sagi) cũng thuật lại rằng một tiểu quốc tên là Cam Văn Quốc (Gammun-guk, gần Gimcheon ngày nay) đã bị tướng của Trợ Bôn là Tích Vu Lão (Seok Uro) chinh phục vào năm 231, tháng 2 âm lịch năm 236, một tiểu quốc khác là Cốt Phạt Quốc (Golbeol-guk) cũng đã đầu hàng. Ngoài ra, trong giai đoạn trị vì của Trợ Bôn, Tân la từng có các trận chiến với Cao Câu Ly và Nụy Quốc Nhật Bản.

## Gia đình
- Phụ thân: Cốt Chính (Goljeong), vương tử của Phạt Hưu ni sư kim
- Mẫu thân: Ngọc Mạo phu nhân (Ongmo) họ Kim, con gái của Kim Cừu Độ (Kim Gudo)
- Vương hậu: A Nhĩ Hề phu nhân (Aihye) họ Tích, nữ tử của Nại Giải ni sư kim
  - Nữ tử: Quang Minh phu nhân (Gwangmyeong), phu nhân của Vị Trâu ni sư kim
  - Nam tử: Cơ Lâm ni sư kim
- Hậu phi: Hậu phi họ Phác, con gái của Cát Văn Vương là Nại Âm (Na-eum)
  - Nam tử: Nho Lễ ni sư kim
- Hậu cung:?
  - Nam tử: Khất Thục (Geolsuk)